# MINDカウンセリング
心理学総括研究会 MINDカウンセリング（マインドカウンセリング、英：Mind Counseling）は、民間の心理士資格スクール。総合心理士を発給している。